# Justine Waddell
Pour les articles homonymes, voir Waddell.
Justine Waddell, née le 4 novembre 1975 à Johannesburg, en Afrique du Sud, est une actrice sud-africano-britannique.
Elle a joué dans des adaptations de grands auteurs britanniques pour la chaîne télévisée BBC.
Elle a également joué des pièces d'Anton Tchekhov au théâtre.

## Biographie

### Jeunesse
Justine Waddell a déménagé avec sa famille en Écosse à l'âge de 11 ans. Elle a étudié les sciences sociales et politique à Cambridge avant de commencer une carrière artistique.

### Carrière
En 2002, elle joue dans The One and Only (en). Elle reporte un Prism Award de la meilleure actrice pour l'incarnation de son personnage de Natalie Wood dans The Mystery of Natalie Wood, une série télévisée réalisée par Peter Bogdanovich en 2004. En 2005, Waddell joue aux côtés de Jason Statham et Ryan Phillipe dans Chaos. L'année suivante, elle joue aux côtés de Lee Pace dans The Fall de Tarsem Singh. En 2011, elle joue un rôle important dans Target (Mishen), un film de science-fiction russe réalisé par Alexander Zeldovich et écrit par Vladimir Sorokine. Target (Mishen) est diffusé en avant-première au Berlin International Film Festival puis au Moscow International Film Festival.

## Filmographie

### Cinéma
- 1997 : Anna Karenine de Bernard Rose : Comtesse Nordston
- 1999 : Mansfield Park de Patricia Rozema : Julia Bertram
- 2000 : Dracula 2000 de Patrick Lussier : Mary Heller
- 2002 : The One and Only (en) de Simon Cellan Jones : Stevie
- 2005 : Chaos de Tony Giglio : Detective Teddy Galloway
- 2006 : The Fall de Tarsem Singh: Evelyn
- 2007 : Thr3e de Robby Henson : Jennifer Peters
- 2011 : Killing Bono de Nick Hamm : Danielle
- 2011 : Target (Mishen) d'Alexander Zeldovich : Zoe
- 2011 : The Real American - Joe McCarthy de Lutz Hachmeister:  Jean Kerr

### Télévision
- 1997 : La femme en blanc (téléfilm) :  Laura Fairlie
- 1997 : The Moth (en) (téléfilm) de Roy Battersby :  Millie Thorman
- 1998 : Tess d'Urbervilles (mini-série) : Tess Durbeyfield
- 1999 : De grandes espérances (téléfilm) de Julian Jarrold : Estella
- 1999 : Femmes et filles (mini-série) : Molly Gibson
- 2004 : Natalie Wood : Le Prix de la gloire (téléfilm) de Peter Bogdanovich: Natalie Wood

## Distinctions
- 1999 : Broadcasting Press Guild Award : Meilleure Actrice pour  Espoir pour Femmes et filles
- 2004 : Prism Award : Meilleure actrice dans un téléfilm ou minisérie pour Natalie Wood : Le Prix de la gloire